# Jokkmokk
Jokkmokk (finsk: Jokimukka, lulesamisk: Jåhkåmåhkke, nordsamisk: Johkamohkki, meänkieli: Jokinmukka) er et byområde i Norrbottens län, i landskapet Lappland i det nordligste Sverige. Det er Jokkmokks kommunes administrative centrum og havde 2.976 indbyggere i 2005. Jokkmokk ligger ved Europavej E45 og Inlandsbanan lige nord for den nordlige polarcirkel, og ligger i Sveriges arealmæssig næststørste kommune.
Jokkmokk er kendt for Jokkmokks marked, som havde 400-års jubilæum i 2005, samt for sin rolle som en central samisk samlingsplads. I Jokkmokk findes blandt andet fjeldmuseet Ájtte, samt flere kunst- og håndværksbutikker. Det er også kendt som et vigtigt kultursted. Jokkmokk har et rigt foreningsliv og idrætsaktivitet i forhold til indbyggertallet.